# 게이세이 다테이시역
게이세이다테이시역(일본어: 京成立石駅)은 일본 도쿄도 가쓰시카구에 위치한 게이세이 전철 오시아게 선의 철도역이다. 역 번호는 KS 49이며, 상대식 승강장 2면 2선의 구조를 갖춘 지상역이다.

## 타는 곳
| 1 | 오시아게 선 | 상행 | 닛포리 ・ 도영 아사쿠사 선 ・ 게이큐 선 방면                            |
| 2 | 오시아게 선 | 하행 | 후나바시 · 지바 · 나리타 공항 · 우에노 · 가나마치 · 인바니혼이다이 방면 |

## 이용 현황
| 연도   | 1일 평균 하차 인원 | 1일 평균 승차 인원 |
| ------ | ------------------ | ------------------ |
| 1990년 |                    | 21,718             |
| 1991년 |                    | 21,358             |
| 1992년 |                    | 21,164             |
| 1993년 |                    | 21,016             |
| 1994년 |                    | 20,677             |
| 1995년 |                    | 20,538             |
| 1996년 |                    | 20,334             |
| 1997년 |                    | 19,833             |
| 1998년 |                    | 19,373             |
| 1999년 |                    | 19,101             |
| 2000년 |                    | 18,627             |
| 2001년 |                    | 18,249             |
| 2002년 | 35,935             | 17,926             |
| 2003년 | 36,307             | 18,131             |
| 2004년 | 35,556             | 17,904             |
| 2005년 | 35,562             | 17,896             |
| 2006년 | 36,581             | 18,416             |
| 2007년 | 37,147             | 18,738             |
| 2008년 | 37,647             | 18,929             |
| 2009년 | 37,281             | 18,742             |
| 2010년 | 36,866             | 18,551             |
| 2011년 | 35,746             | 17,984             |
| 2012년 | 36,174             | 18,189             |
| 2013년 | 36,411             | 18,310             |
| 2014년 | 36,317             | 18,252             |
| 2015년 | 37,223             |                    |

## 역 주변
- 가쓰시카 구청
- 일본 연금기구 가쓰시카 연금 사무소
- 가쓰시카 구립 다테이시 도서관
- 가쓰시카 적십자 병원
- 나카가와 강

## 인접 역
| 게이세이 전철 오시아게 선  | 게이세이 전철 오시아게 선 | 게이세이 전철 오시아게 선 |
| -------------------------- | ------------------------- | ------------------------- |
| KS 48 요쓰기 오시아게 방면 | 오시아게 선               | 아오토 KS 09 아오토 방면  |